# Classe ATC H
La classe ATC H, dénommée « Hormones systémiques, à l'exclusion des hormones sexuelles et insulines », est un groupe anatomique de la classification anatomique, thérapeutique et chimique, développée par l'OMS pour classer les médicaments et autres produits médicaux. La classe ATC vétérinaire correspondante dans la classification ATCvet est QH. Le groupe présenté ici est celui établi par l'OMS, et peut donc différer des versions dérivées utilisées dans certains pays.

## H Préparations systémiques hormonales, à l'exclusion des hormones sexuelles et des insulines
H01 Hormones hypophysaires, de l'hypothalamus et analogues
H02 Corticostéroïdes (usage systémique)
H03 Traitement de la thyroïde
H04 Hormones pancréatiques
H05 Homéostase du calcium